# Borgmestergården (Nyborg)
|  | Dublet Denne artikel handler om det samme som Mads Lerches Gård. (Diskutér artiklen) |

 For alternative betydninger, se Borgmestergården. (Se også artikler, som begynder med Borgmestergården)
Borgmestergården er et kulturhistorisk museum i Nyborg, der er en del af Østfyns Museer. Indtil 1. januar 2009 var det en del af Nyborg Museum, der fusionerede med Kerteminde Museum.
Museet ligger i Mads Lerches Gård på Slotsgade med udsigt til Nyborg Slot, der også er en del af Østfyns Museer. Bygningen blev opført i 1601 af Mads Lerche, der var borgmester i byen. Deraf navnet Mads Lerches Gård og Borgmestergården. Den blev overtaget af Nyborg Museum.

## Historie
Museets bygning blev opført i 1601 af Mads Lerche. Den blev udvidet i 1630'erne af hans søn. I 1911 blev der stiftet en lokal historisk foreningen. Brødrene A. S. og I. Sibbernsen købte gården og førte den tilbage til dens oprindelige udseende med hjælp fra Mogens Clemmensen. Herefter blev bygningen skænket til Nationalmuseet , mod at den skulle rumme Nyborg Museum og det første offentlige bibliotek i byen.
Frem til 1939 delte biblioteket og museet bygningen: bibliotek i stueetagen og museum på første sal. Da biblioteket flyttede til en bygning til formålet, fik Nyborg Museum hele Mads Lerches Gård.
Den 1. januar 2009 fusionerede museet med Kerteminde Museum og blev en afdeling af Østfyns Museer.

## Udstillinger
Borgmestergården har over 20 rum med en række faste udstillinger: en smedje, et rum med møbler fra 1600-tallet, historisk legetøj, apoteker-remedier, et bondekøkken fra 1800-tallet og et rum med søfartshistorie. Derudover findes også et rum med skiftende udstillinger som klædedragter fra middelalderen til barokken.